# Egyiptomi arab nyelv
Az egyiptomi arab nyelv az arab nyelv Egyiptomban használt változata, az afroázsiai nyelvcsalád része. Kialakulása Egyiptom arabok által történt meghódításával egyeztethető össze, ekkoriban nagyon sok elemet, főleg szavakat vett át a mostanra csaknem kihalt (illetve a kopt ortodox egyházban szertartási célokra használt) kopt nyelvből (az egyiptomi nyelv maradéka), amely szintén rokonságban áll az arab és más sémi nyelvekkel. A századok során, részben a hódítók révén az egyiptomi arabot török, francia, olasz és angol hatások is érték, utóbbi a gyarmati időszakra tehető. Egyiptom majdnem 100 milliós lakosságának java része használja elsősorban a mindennapi életben. A kivándorlók révén szinte minden kontinensen és az arab világ más országaiban is beszélik viszonylag nagy számban.

## Története
Bár nincs hivatalos státusza, ennek ellenére nem pusztán beszélt nyelv, mert Egyiptomban a média is szívesen használja, külön újságok, reklámok, sőt képregények íródnak egyiptomi arab nyelven, számos író alkot szépirodalmi műveket, színdarabokat, verseket, addig az élet más területeit, mint a közoktatást és a hivatali szektorokat a klasszikus sztenderd arab nyelv uralja. A politikusok is gyakran mondják a beszédjüket egyiptomi arabul, hogy a lakosság kevésbé tanultabb része minél jobban megértse őket.
Írásos forrásai az egyiptomi arabnak azonban már elég régre nyúlnak vissza. Már a középkorban is előfordult, hogy akár a kalifák egy-egy rendelkezésüket egyiptomi arab nyelven íratták meg. A 20. századtól történtek lépések annak érdekében, hogy az egyiptomi arabot külön szabályozzák, ahogy azt a máltai nyelvvel is tették. Ennek fő szószólói között voltak Ahmed Lufti el-Szajed az egyiptomi egyetem néhai elnöke, Szalama Moussza újságíró, akik európai példák hatása alá került. Az iszlám konzervativizmus befolyása és a pánarab érzület miatt ez máig nem történt meg, önmagában ez nem változtatott azon, hogy az irodalmi élet és a média továbbra is aktívan foglalkozhasson az egyiptomi arab nyelv ápolásával, jóllehet Nasszer elnök makacsul próbálta a klasszikus arabot az élet minden részében egyeduralkodóvá tenni. Nasszer az arab egységről szövögetett terveket, így világos, hogy az arab nyelv ezen változatait el kell tüntetni, mert ezek csak „puszta nyelvjárások,” a Korán nyelve pedig szent nyelv. Nasszer halálát követően az egyiptomi arab használata a kulturális körökben egyre inkább erősödött. Napjainkban is terítéken van a kérdés, vajon miként lehetne használni az egyiptomi arabot: legyen hivatalosan is államnyelv, vagy pedig maradjon a modern standard arab a hivatalos.